# Tom Morley (actor)
Tom Morley, es un actor de televisión.

## Carrera
En el 2016 apareció como invitado en un episodio de la serie Father Brown donde dio vida a Tommy Sinclair.
Ese mismo año se unió como personaje recurrente de la tercera temporada de la serie The Musketeers donde interpretó a Brujon, un joven que se une a la guardia y se entrena como cadete de mosquetero para convertirse en uno de ellos, hasta el final de la temporada en agosto del mismo año. Al final Brujon obtiene su puesto como mosquetero.

## Filmografía[1]

### Series de televisión
| Año  | Título         | Personaje      | Notas                               |
| ---- | -------------- | -------------- | ----------------------------------- |
| 2016 | The Musketeers | Cadete Brujon  | 6 episodios                         |
| 2016 | Father Brown   | Tommy Sinclair | episodio "The Wrath of Baron Samdi" |
| 2015 | Downton Abbey  | Visitante      | episodio # 6.6                      |

### Películas
| Año  | Título              | Personaje | Notas                                                                                         |
| ---- | ------------------- | --------- | --------------------------------------------------------------------------------------------- |
| 2015 | Rachel and the Wulf | Lee       | corto - junto a Jonathan Tafler, Tom Golding, Lynsey Beauchamp. Emily Wachter y Zach Atkinson |
| 2014 | Every Eight Minutes | Stan      | corto - junto a Kayla Meikle, Adam Scott-Rowley, Aaron Vodovoz y David Young                  |

### Teatro
| Año  | Obra                  | Personaje          | Director           | Teatro          | Notas                                                                |
| ---- | --------------------- | ------------------ | ------------------ | --------------- | -------------------------------------------------------------------- |
| 2016 | Five Finger Exercise  | Clive              | Jamie Glover       | -               | junto a Lucy Cohu, Jason Merrells, Lorne MacFadyen y Terenia Edwards |
| 2014 | Pitcairn              | Fletcher Christian | Max Stafford-Clark | Minerva Theatre | junto a Anna Leong Brophy, Samuel Edward-Cook y Vanessa Emme         |
| -    | The Comedy of Errors  | Dromio             | Bijan Sheibani     | -               | -                                                                    |
| -    | The School of Night   | Thomas Kyd         | John Bashford      | LAMBDA Theatre  | -                                                                    |
| -    | The Seagull           | Konstantin         | David Kenworthy    | -               | -                                                                    |
| -    | Spring Awakening      | Moritz             | Aoife Smith        | -               | -                                                                    |
| -    | Sweeney Todd          | -                  | Caroline Leslie    | LAMBDA Theatre  | -                                                                    |
| -    | The Revengers Tragedy | Antonio            | Paul Hart          | LAMBDA Theatre  | -                                                                    |
| -    | The Lightening Play   | Eddie Fox          | Iqbal Khan         | LAMBDA Theatre  | -                                                                    |
| -    | Women Beware Women    | Leantio            | Aaron Mullen       | LAMBDA Theatre  | -                                                                    |
| -    | Love and a Bottle     | Mockmode           | Max Stafford-Clark | LAMBDA Theatre  | -                                                                    |
| -    | Elektra               | Orestes            | Michael Hackett    | LAMBDA Theatre  | -                                                                    |
| -    | Hamlet                | Claudius           | Rodney Cottier     | LAMBDA Theatre  | -                                                                    |
| -    | The Wood Demon        | Leonid             | Joseph Blatchley   | LAMBDA Theatre  | -                                                                    |
| -    | For Services Rendered | Wilfred            | Jenny Lipman       | LAMBDA Theatre  | -                                                                    |
| -    | The Way of the World  | Mirabell           | Matthew Lloyd      | LAMBDA Theatre  | -                                                                    |
| -    | Iona Rain             | George             | Penny Cherns       | LAMBDA Theatre  | -                                                                    |